# Salomonsoordeel

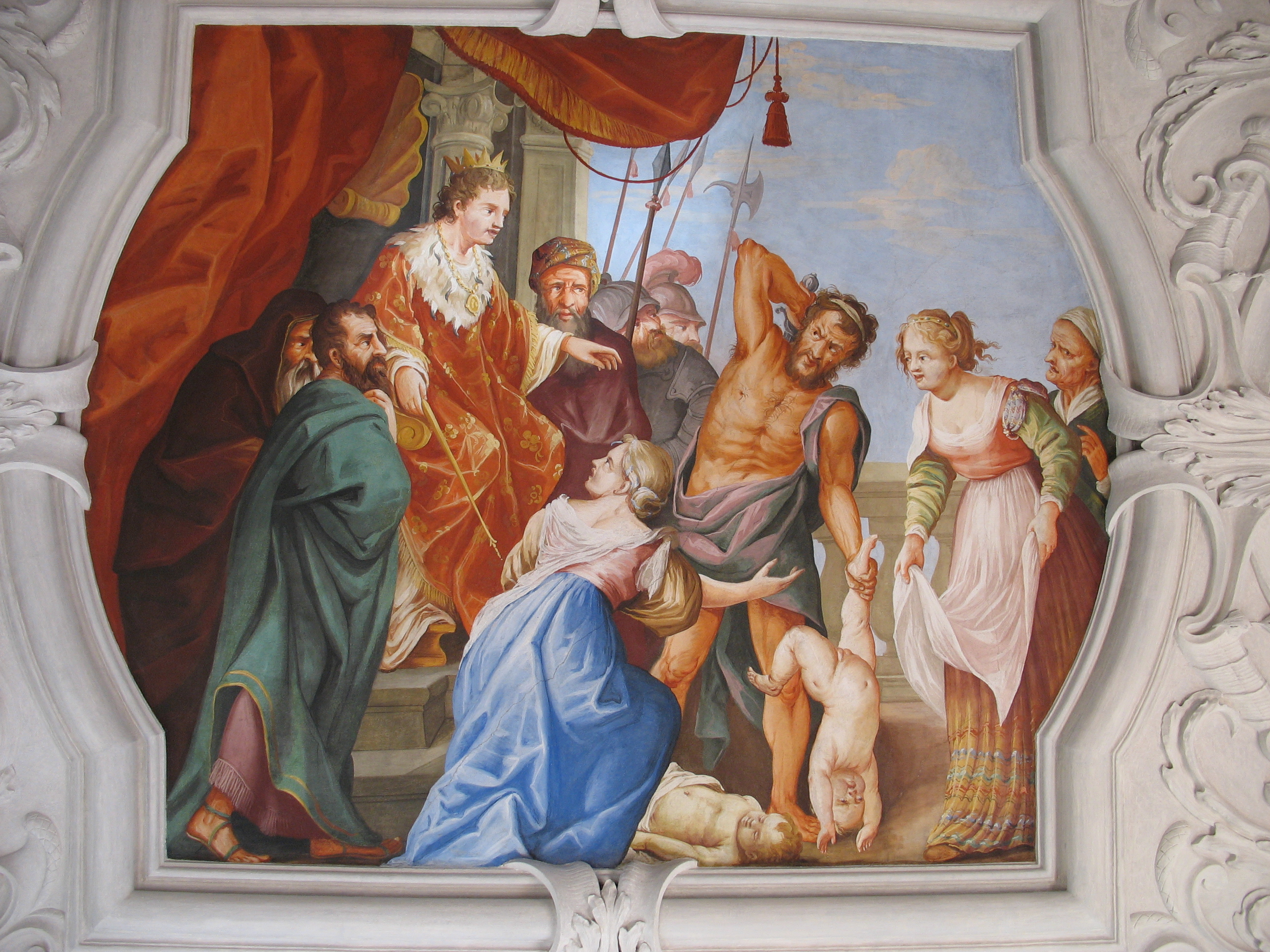
Fresco van Het Salomonsoordeel, Wallfahrtskirche Frauenberg (Frauenberg (Oostenrijk))

Een salomonsoordeel is een wijs of spitsvondig vonnis of uitspraak in een lastig geschil. 
De term salomonsoordeel wordt soms ook gebruikt om een volstrekt willekeurig oordeel aan te duiden.
De uitdrukking is ontleend aan een verhaal in de Hebreeuwse Bijbel waarin koning Salomo op een spitsvondige manier een oordeel velde in een vraagstuk waarbij het onmogelijk leek vast te stellen wie de waarheid sprak (1 Koningen 3:16-28).

## Het verhaal
Twee vrouwen die samen in een huis woonden, hadden ongeveer gelijktijdig een zoon gekregen. De ene baby was gestorven. Beide vrouwen eisten het levende kind op. Ze vroegen Salomo een oordeel te vellen. Er was geen mogelijkheid om aan te tonen wie de waarheid sprak. Salomo stelde voor het levende kind in tweeën te hakken en de helften eerlijk te verdelen. De ene vrouw was bereid dat te aanvaarden, de andere maakte bezwaar en zei dat ze het kind liever levend in handen van de andere vrouw zag. Salomo concludeerde dat de tweede vrouw de echte moeder was en gaf haar het levende kind.